# Волков, Андрей Владимирович
Андрей Владимирович Волков (род. 20 августа 1967, Караганда) — советский и казахстанский хоккеист, защитник. Тренер.

## Биография
Воспитанник карагандинского хоккея. Играл за команды «Автомобилист» Караганда (1984/85 — 1992/93), «Строитель» Темиртау (1986/87 — 1987/88), «Салават Юлаев» (1993/94 — 1996/97, 1999/2000), «Новойл» (1993/94), «Рубин» / «Газовик» Тюмень (1997/98 — 1998/99), «Казахмыс» и «Казахмыс-2» (2004/05), «Газовик-Универ» (2005/06 — 2006/07).
Бронзовый призёр МХЛ 1995/96.
Играл за сборную Казахстана в матчах Европейского хоккейного вызова 2004.
Тренер команды 1999 года рождения «Салавата Юлаева» (2010—2012). Тренер команд 1996 г. р. (2012—2013), 1999 г. р. (2013—2015), 2003 г. р. (2019—2020), 2017 г. р. (с 2024) «Тюменского легиона». Тренер «Рубина-2» в РХЛ (2012/13), «Рубина» в ВХЛ (2016/17, с 11 ноября), «Тюменского легиона» в МХЛ (2017/18 — 7 ноября 2018). Старший тренер «Тюменского легиона» в сезоне 2021/22, главный тренер команды в ноябре в гостевых матчах с «Белыми медведями» (1:4, 1:7) и «Стальными лисами» (0:6, 0:3).